# Amanita australis
Amanita australis é uma espécie de fungo da família de cogumelos Amanitaceae. Produz corpos de frutificação de tamanho pequeno a médio, com "chapéus" amarronzados ou cor de mel que atingem 9 centímetros de diâmetro. Eles são recobertos por verrugas cônicas a piramidais, maiores e mais frequentes no centro, e menores e escassas em direção às bordas. As lamelas, situadas na parte inferior do píleo, são brancas, bastante próximas uma das outras, e não se ligam ao tronco. A estipe, oca e com uma carne branca, mede até 9 centímetros de altura e 26 milímetros de espessura, possui um anel branco a castanho-amarelado e uma base bulbosa.
Na natureza, a espécie é encontrada apenas nas duas maiores ilhas da Nova Zelândia. Ocorre em florestas de árvores dos gêneros Leptospermum e Nothofagus, com as quais forma micorrizas. O cogumelo foi descrito pela primeira vez em 1962, graças ao trabalho da micologista neozelandesa Greta Stevenson. Na mesma publicação, Stevenson também descreveu o que ela achava que era uma espécie separada, Limacella macrospora, porém, 30 anos mais tarde, esta foi considerada sinônimo de A. australis. O fungo pode ser confundido com outra espécie endêmica da Nova Zelândia, A. nothofagi, podendo ser distinguidas entre si apenas pelas diferenças nas características microscópicas.

## Taxonomia e classificação
Amanita australis foi descrita pela primeira vez pela micologista neozelandesa Greta Stevenson, em 1962, com base em espécimes coletados por ela em abril de 1954 em torno de lago Rotoiti no Nelson Lakes National Park, na ilha Sul da Nova Zelândia. Na mesma publicação, Stevenson descreveu Limacella macrospora, coletada em 1952 ao sul da ilha Norte, numa localidade próxima à capital Wellington. Stevenson achava que era uma nova espécie, diferente de qualquer outra Limacella descrita anteriormente, por causa de seu tamanho maior e de seus esporos amiloides. O micologista austríaco Egon Horak a transferiu mais tarde para o gênero Oudemansiella, mas não justificou por que fez a nova combinação. Em 1986, Pegler e Young propuseram uma classificação para o gênero Oudemansiella baseada amplamente na estrutura dos esporos, mas excluíram O. macrospora, considerando-a uma espécie de Amanita. Geoff Ridley examinou os materiais do holótipo de Stevenson e declarou, em 1993, que L. macrosporus é sinônimo de A. australis. Ele explicou que:
"O tamanho, a forma e a reação amiloide dos esporos, as dimensões dos basídios, a presença de fíbulas e células nas margens das lamelas indicam que este é o Amanita australis de Stevenson e que se encaixa tranquilamente no conceito deste grupo taxonômico. ... Macroscopicamente o espécime não possui o típico bulbo pronunciado na base da estipe e os remanescentes da volva sobre o píleo; no entanto, isto não é uma condição desconhecida nesse táxon."
Embora Stevenson originalmente tenha posto a espécie na seção Phalloideae dos Amanita, por ter percebido uma similaridade com A. citrina, A. australis está classificada atualmente na seção Validae; muitas espécies desta seção têm a base do tronco bulbosa. Outros cogumelos classificados nesta mesma seção incluem A. nothofagi, A. rubescens, A. aestivalis e A. elongata. Ridley sugere que o nome comum em língua inglesa apropriado para o cogumelo seja "straw flycap", enquanto Rodham Tulloss defende que deva se chamar "far south Amanita". O epíteto específico australis é um termo latino que significa "do sul".

## Descrição

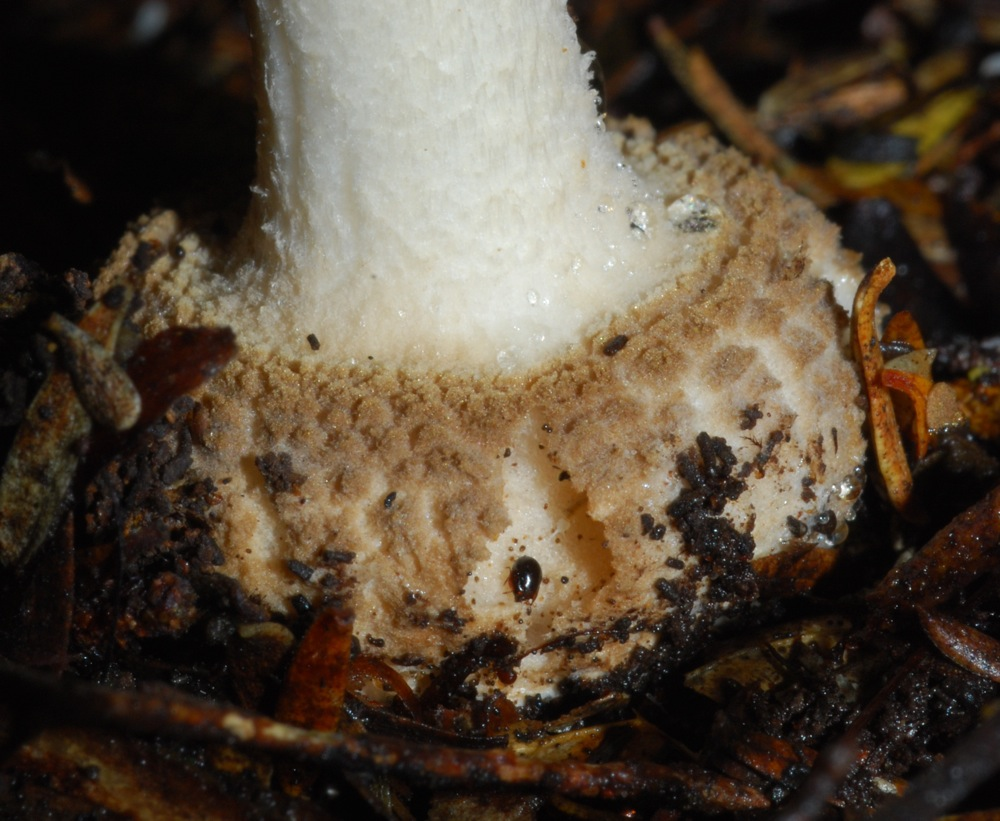
A base bulbosa do tronco pode ter remanescentes da volva.

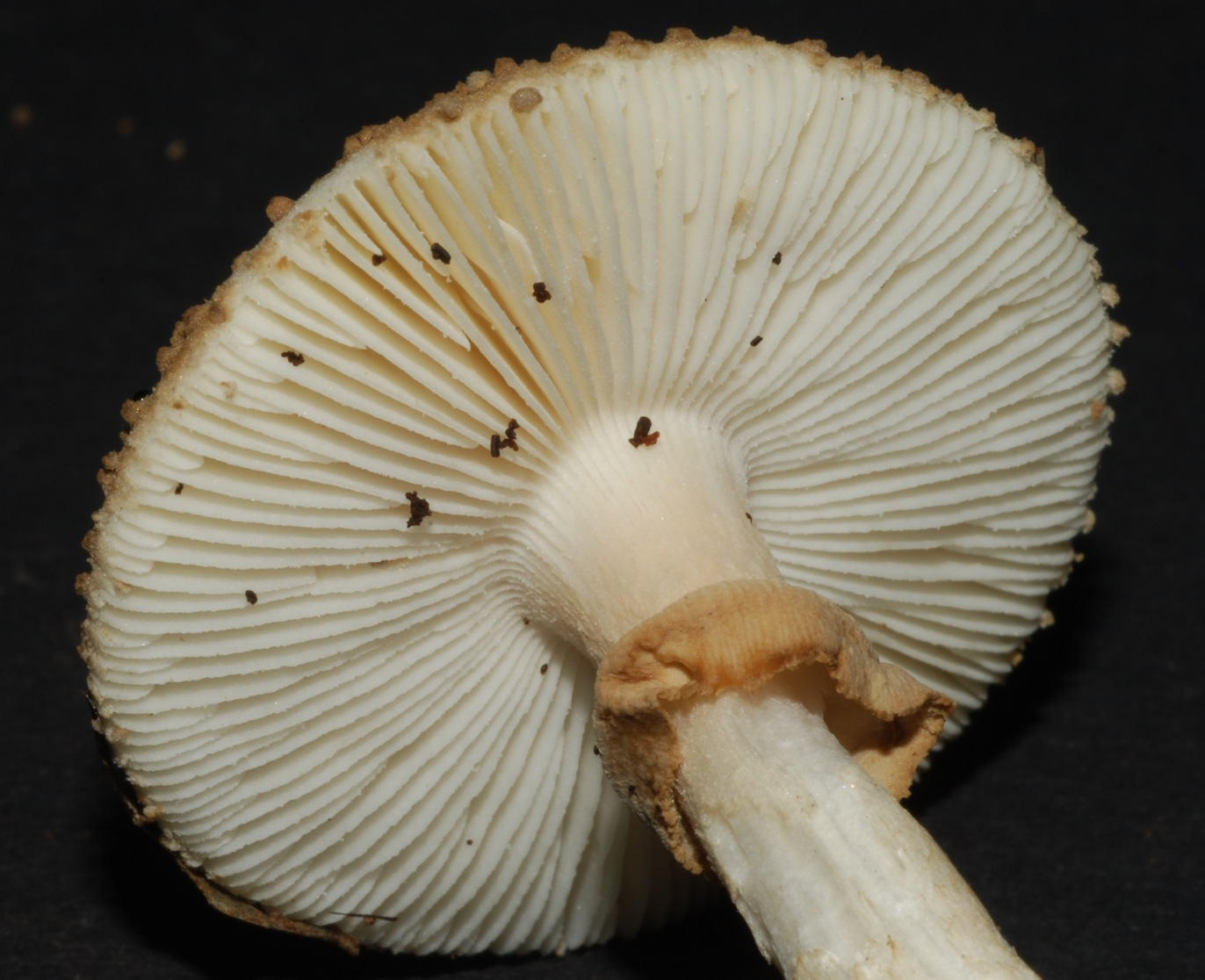
As lamelas são apinhadas e não se ligam ao tronco.

O píleo (o "chapéu" do cogumelo) de A. australis tem formato inicialmente convexo, mas com o passar do tempo tende a ficar achatado ou ainda desenvolve uma depressão central. Ele atinge 2 a 9 centímetros de diâmetro. A margem do chapéu às vezes fica rachada e se enrola para trás, dando-lhe uma aparência grosseira. O centro do chapéu é da cor de couro escurecido, cor de mel ou amarelo-esbranquiçado, com um tom mais pálido próximo da margem. A superfície é pegajosa quando jovem ou molhado, mas quando o fungo amadurece fica ressecada. Os remanescentes da volva formam verrugas cônicas a piramidais que estão densamente agregadas no centro, tornando-se escassas e mais baixas em direção à margem. Elas são inicialmente brancas e em seguida sépia-acinzentadas ou amarela-esbranquiçadas, com pontas brancas ou cor de couro.
As lamelas são apinhadas, brancas, livres de adesão ao tronco e medem 6 a 10 milímetros de largura. As lamélulas (lamelas curtas que não se estendem completamente a partir da borda do chapéu até o tronco) têm extremidades truncadas. A estipe (o "tronco" do cogumelo) mede 3,7 a 9,0 cm de altura e 0,6 a 2,6 cm de diâmetro, sendo mais afilada no meio. Ela é oca e tem uma base abruptamente bulbosa com uma espessura entre 1,4 e 3,8 cm. A superfície da estipe acima do nível do anel é branca e coberta por tufos "algodonosos" de micélio; já abaixo do anel é branca com sulcos transversais castanhos a acinzentados. A base pode ou não ter um aro quebradiço de restos da volva de cor castanho-acinzentado a sépia-acinzentado. O anel é membranoso, branco a castanho-amarelado, inicialmente pendurado livremente e depois aderido à estipe. A carne do chapéu é branca, ocasionalmente amarelo-esbranquiçada pálida sob o centro do píleo; já a carne do tronco é toda branca.

### Características microscópicas
A impressão de esporos, técnica utilizada na identificação de fungos, é de cor branca. Os esporos medem tipicamente 9 a 12 por 8 a 10,5 micrômetros (µm), e são esféricos a elipsoides com paredes delgadas. Eles são hialinos (translúcidos) e amiloides, o que significa que se mancham de azul-escuro ou preto em contato com o reagente de Melzer. Os basídios medem 43,5 a 76,5 por 10,5 a 17 µm, e possuem em sua maioria quatro esporos cada, fixados às suas bases. Existem abundantes células hialinas esféricas, elípticas ou em forma de trevo, nas bordas das lamelas, medindo 16 a 39,5 por 10,5 a 27,5 µm. A cutícula do chapéu tem 220 a 270 µm de largura, e é constituída por uma suprapellis (camada superior) gelatinizada e uma subpellis (camada inferior) não-gelatinizada. Os restos da volva no píleo consistem de abundantes células hialinas, esféricas ou em forma de trevo, medindo 10 a 86 por 9 a 85 µm. Estas células são cor de umbra, e arranjadas em cadeias perpendiculares à superfície do chapéu, tornando-se menores e mais pálidas na ponta da verruga, sob hifas moderadamente abundantes com 4 a 10 µm de largura. As fíbulas são abundantes nas hifas.

## Espécies semelhantes

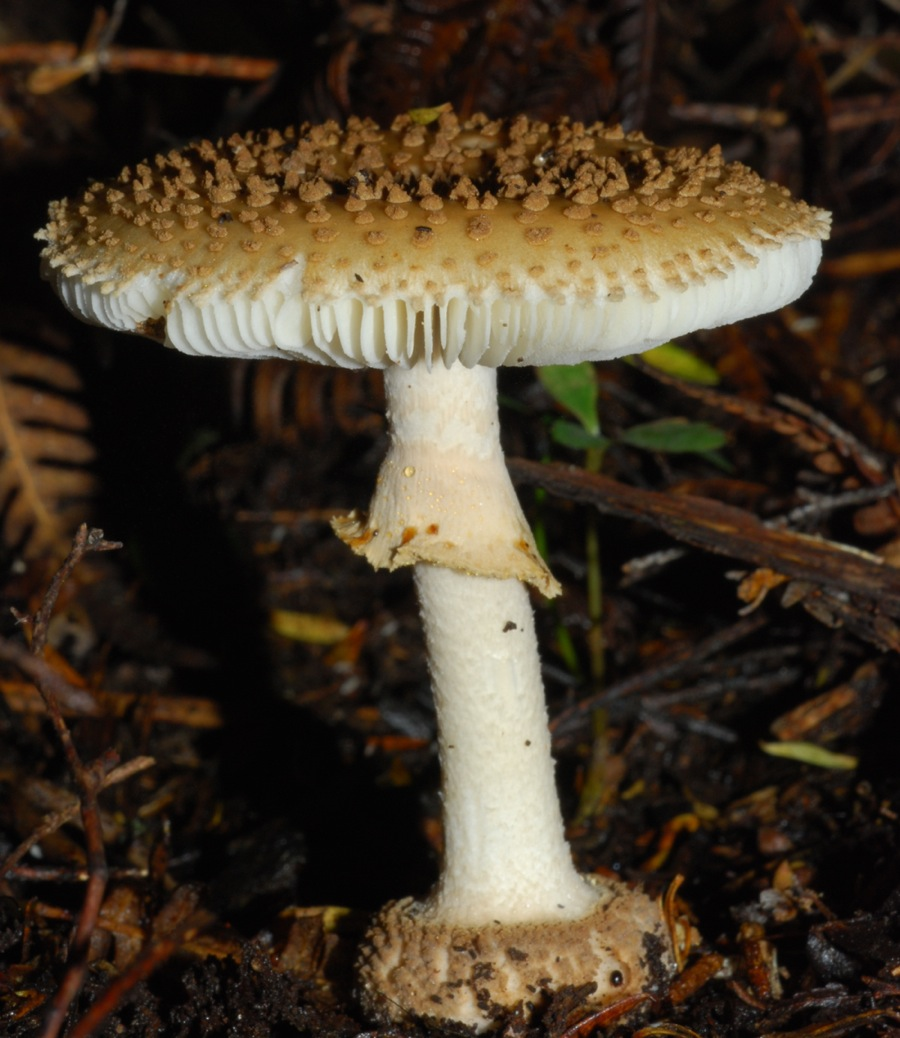
Exemplar maduro encontrado em Auckland, sob uma árvore L. scoparium.

Os corpos de frutificação de Amanita australis que perderam suas verrugas e tiveram sua coloração desbotada podem assemelhar-se a um outro cogumelo encontrado na Nova Zelândia, A. nothofagi. As duas espécies podem ser distinguidas com segurança utilizando a microscopia, pois A. nothofagi não possui fíbulas na base do basídios, ao contrário de A. australis, onde são abundantes. O fungo também tem algumas semelhanças com a espécie A. abrupta, que habita o leste da América do Norte e o leste asiático, e que também tem a base do tronco abruptamente bulbosa.

## Ecologia, habitat e distribuição
Como a grande maioria das espécies do gênero Amanita, A. australis é uma espécie micorrízica, formando portanto uma associação simbiótica mutuamente benéfica com várias espécies de plantas. As ectomicorrizas garantem ao cogumelo compostos orgânicos importantes para a sua sobrevivência oriundos da fotossíntese do vegetal; em troca, a planta é beneficiada por um aumento da absorção de água e nutrientes graças às hifas do fungo. A existência dessa relação é um requisito fundamental para a sobrevivência e crescimento adequado de certas espécies de árvores, como alguns tipos de coníferas.
Na natureza, o cogumelo é encontrado apenas nas ilhas Norte e Sul, as duas maiores da Nova Zelândia, onde cresce em associação micorrízica com árvores do gênero Nothofagus (incluindo Nothofagus fusca, N. menziesii, N. solandri e N. truncata), Leptospermum scoparium, e Kunzea ericoides. O cogumelo cresce geralmente solitário, mas em raras ocasiões foi encontrado crescendo em grupos.